# Beilschmiedia fruticosa
Beilschmiedia fruticosa är en lagerväxtart som beskrevs av Adolf Engler. Beilschmiedia fruticosa ingår i släktet Beilschmiedia och familjen lagerväxter. Inga underarter finns listade i Catalogue of Life.